# Sorghof (Rhönblick)

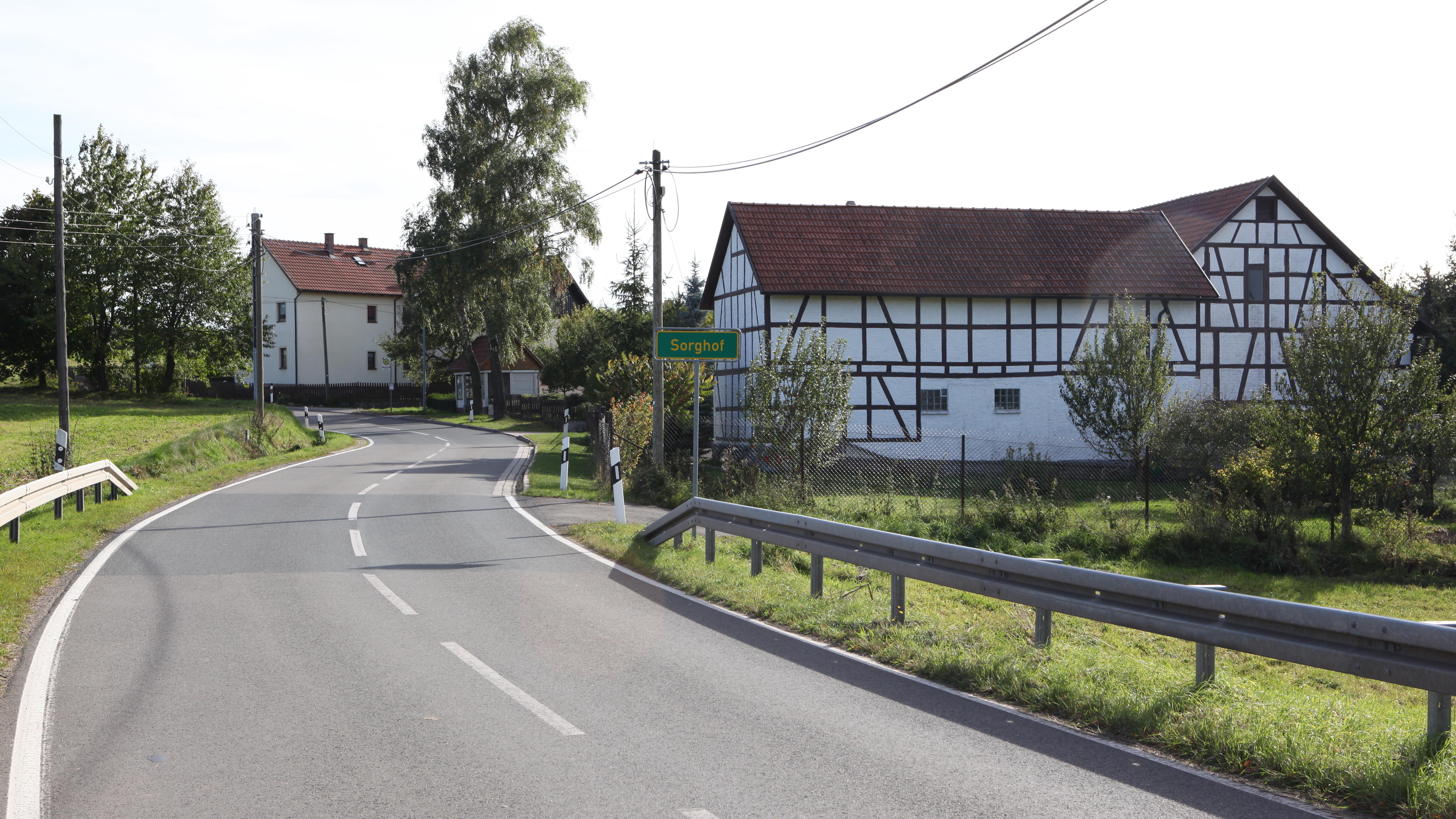
Sorghof

Sorghof ist ein Gehöft von der Gemeinde Rhönblick im Landkreis Schmalkalden-Meiningen in Thüringen.
Das Gehöft liegt an der Landesstraße 2625 zwischen Hermannsfeld und Stedtlingen. Nordöstlich befindet sich Sülzfeld. Kerngemeinde ist Hermannsfeld.

## Geschichte
Das Gehöft wurde erstmals 1792 urkundlich genannt.